# Synaldis acutidens
Synaldis acutidens är en stekelart som beskrevs av Fischer 1967. Synaldis acutidens ingår i släktet Synaldis och familjen bracksteklar. Inga underarter finns listade i Catalogue of Life.